# Armorial des familles basques (Is - Iz)
Cet article décrit l'armorial des familles basques par ordre alphabétique et concerne les familles dont les noms commencent par les lettres « Is » successivement jusqu’à « Iz ».

## Blasonnements

### Is
Famille Isasa (Fontarrabie) :
| Blason | Blasonnement : D'or au château en feu, sur une onde d'azur et d'argent ; à la bordure de gueules chargée de huit flanchis d'or. Note : Les blasonnements de cette page sont tous issus de cet ouvrage qui cite également d'autres sources. Commentaires : Ancienne famille guipuzcoane dont était Martin de Isasa qui se trouvait au siège de Baeza en 1227. Des membres de cette famille se trouvaient à la prise de Grenade en 1492. |

Famille Isasa (Oiartzun) :
| Blason | Blasonnement : D'or à l'arbre de sinople, au sanglier passant de sable, brochant au pied de l'arbre ; à la bordure d'azur chargée de huit flanchis d'argent. Note : Les blasonnements de cette page sont tous issus de cet ouvrage qui cite également d'autres sources. Commentaires : Armes de la branche de Oiartzun. |

Famille Isasti (vallée d'Oiartzun) :
| Blason | Blasonnement : D'or au château au naturel, sur une onde d'azur et d'argent ; à la bordure de gueules à huit flanchis d'or (armes primitives). Puis : de sinople à la tour d'argent crénelée de trois pièces, sur une onde d'azur et d'argent, sommées chacune d'une bannière maure de gueules au croissant d'argent ; à la bordure de gueules chargée de huit flanchis d'or. Note : Les blasonnements de cette page sont tous issus de cet ouvrage qui cite également d'autres sources. Commentaires : Maison noble dont plusieurs membres participeront à la conquête de l'Andalousie et servirent les rois catholiques au siège de Loja et à la prise de Jaraba. |

Famille Isbe (vallée du Baztan) :
| Blason | Blasonnement : Échiqueté d'argent et de sable (armes de la vallée). Note : Les blasonnements de cette page sont tous issus de cet ouvrage qui cite également d'autres sources. |

Famille Isla (Alava) :
| Blason | Blasonnement : Écartelé : aux 1 et 4 d'argent à la bande de sinople chargée de trois fleurs de lys d'or ; aux 2 et 3 de gueules à trois feuilles d'argent 2 et 1 sur une onde d'azur et d'argent. Note : Les blasonnements de cette page sont tous issus de cet ouvrage qui cite également d'autres sources. NOTE : Ce blasonnement est incomplet et/ou incohérent (feuille de quoi ?). Commentaires : Ancienne maison noble à Gotara. près d'Ayala, puis à Amurrio. |

Famille Issoste (Pays de Mixe) :
| Blason | Blasonnement : D'azur au chevron d'or accompagné de trois croissants d'argent 2 et 1. Note : Les blasonnements de cette page sont tous issus de cet ouvrage qui cite également d'autres sources. Commentaires : Maison anoblie par lettres de Jean d'Albret, roi de Navarre, et de la reine Catherine, datées de Sangüesa le 10 avril 1508, Cette salle, sise à Orègue, donnait entrée aux Etats de Navarre. |

Famille Istilartea (Zugarramurdi) :
| Blason | Blasonnement : D'or à la croix fleuronnée de gueules, cantonnée de quatre châteaux d'argent, filetés d'azur. Note : Les blasonnements de cette page sont tous issus de cet ouvrage qui cite également d'autres sources. Commentaires : Famille originaire de Zugarramurdi, près de Dancharia, citée à Sare en 1609. |

Famille Isturiz (Basse-Navarre) :
| Blason | Blasonnement : parti, au 1 de... au taureau (de sable) colleté et clariné de... ; au 2 de... à deux fasces de... et trois flanchis de.... Note : Les blasonnements de cette page sont tous issus de cet ouvrage qui cite également d'autres sources. Commentaires : Selon une sentence exécutoire de confirmation de noblesse, datée de 1774. |

### It
Famille Ithurbide (Çaro) :
| Blason | Blasonnement : D'argent à une fasce de sinople. Note : Les blasonnements de cette page sont tous issus de cet ouvrage qui cite également d'autres sources. |

Famille Ithurriste (Bussunarits) :
| Blason | Blasonnement : D'or à l'arbre de sinople, senestré d'un ours rampant de sable appuyé contre le tronc, et accompagné à dextre (alias : surmonté) d'un croissant d'argent. Note : Les blasonnements de cette page sont tous issus de cet ouvrage qui cite également d'autres sources,. Commentaires : Les seigneurs d'Ithurriste avaient entrée aux États de Navarre. |

Famille Iturbide (vallée du Baztan) :
| Blason | Blasonnement : D'argent à trois fasces de sinople. Note : Les blasonnements de cette page sont tous issus de cet ouvrage qui cite également d'autres sources,. Commentaires : Famille originaire d'Oronoz, dans le Baztan, à laquelle appartenait Agustin de Iturbide Aramburu (1783-1824), empereur du Mexique en 1822-1823. |

Famille Iturbide (empereur) :
| Blason | Blasonnement : Ecartelé : au 1 d'azur à trois bandes d'argent ; au 2, de gueules au bâton ou pal d'argent accosté de deux lions affrontés du même et dressés contre le pal ; au 3, de gueules à deux lions d'or posés l'un sur l'autre ; au 4, d'azur à deux fasces d'argent. Note : Les blasonnements de cette page sont tous issus de cet ouvrage qui cite également d'autres sources,. Commentaires : Armes de Agustin Iturbide, empereur du Mexique. |

Famille Iturbide (prince) :
| Blason | Blasonnement : Note : Les blasonnements de cette page sont tous issus de cet ouvrage qui cite également d'autres sources,. Commentaires : Les armes du prince impérial, Salvador de Iturbide, sculptées sur son monument funéraire, portent au troisième quartier : deux loups passants. |

Famille Ituren (Ituren) :
| Blason | Blasonnement : D'or à deux fasces d'azur. Alias : écartelé de gueules à trois lys d'argent posés en fasce. Note : Les blasonnements de cette page sont tous issus de cet ouvrage qui cite également d'autres sources. Commentaires : Une maison noble de ce nom existait à Ituren et portait ces armes. Ne pas confondre avec le village Ituren qui porte d'autres armes. |

Famille Iturmendi (Navarre) :
| Blason | Blasonnement : D'argent à deux fasces d'azur. Note : Les blasonnements de cette page sont tous issus de cet ouvrage qui cite également d'autres sources,. Commentaires : Une maison noble de ce nom existait dans la localité dont les membres furent confirmés nobles en 1535. |

Famille Iturmendi (Oiartzun) :
| Blason | Blasonnement : D'or au senestrochère armé, la main ensanglantée de gueules, portant une épée en pal. À la bordure de gueules chargée de huit flanchis d'or. Note : Les blasonnements de cette page sont tous issus de cet ouvrage qui cite également d'autres sources. NOTE : Ce blasonnement est incomplet et/ou incohérent. Commentaires : Maison noble à Oiartzun. |

Famille Iturralde (vallée du Baztan) :
| Blason | Blasonnement : Échiqueté d'argent et de sable (armes de la vallée). Note : Les blasonnements de cette page sont tous issus de cet ouvrage qui cite également d'autres sources. Commentaires : Maisons nobles de ce nom à Arizcun, Lecaroz, Ciga et Azpilcueta. |

Famille Iturralde (Guipuscoa) :
| Blason | Blasonnement : De gueules à trois bandes (alias : fasces) d'or. Note : Les blasonnements de cette page sont tous issus de cet ouvrage qui cite également d'autres sources. Commentaires : Maison noble à Asteasu. |

Famille Iturriaga (vallée du Baztan) :
| Blason | Blasonnement : Échiqueté d'argent et de sable (armes de la vallée). Note : Les blasonnements de cette page sont tous issus de cet ouvrage qui cite également d'autres sources. Commentaires : Maison noble à Azpilcueta. |

Famille Iturrieta (Asteasu) :
| Blason | Blasonnement : De sinople à la tour d'or ajourée de sable, à dextre, et une fontaine d'argent à senestre, le puits sommé d'une boule, le tuyau d'or. Note : Les blasonnements de cette page sont tous issus de cet ouvrage qui cite également d'autres sources. Commentaires : Autres maisons a Asteasu, Igueldo et Irun. |

Famille Iturrieta (Irun) :
| Blason | Blasonnement : D'or à la bande de sinople, accompagnée de deux loups d'azur. Note : Les blasonnements de cette page sont tous issus de cet ouvrage qui cite également d'autres sources. Commentaires : Maison noble à San Pedro de Iturrieta, dans la vallée de Léniz, au Guipuscoa. |

Famille Iturrigaray (vallée du Baztan) :
| Blason | Blasonnement : Échiqueté d'argent et de sable. (Armes de la vallée). Note : Les blasonnements de cette page sont tous issus de cet ouvrage qui cite également d'autres sources. Commentaires : Maison noble à Ciga, au sud de la vallée. |

Famille Iturrioz (vallée d'Oiartzun) :
| Blason | Blasonnement : D'azur au lion rampant d'argent, couronné d'or. Note : Les blasonnements de cette page sont tous issus de cet ouvrage qui cite également d'autres sources. |

### Iz
Famille Iza (Navarre) :
| Blason | Blasonnement : De gueules à la bande d'or, accompagnée de trois chaudrons du même, deux en chef et un en pointe. Note : Les blasonnements de cette page sont tous issus de cet ouvrage qui cite également d'autres sources. Commentaires : La maison noble d'Iza, au village de ce nom, est à l'origine d'une autre maison à Olaeta, en Alava. |

Famille Izaga (Guipuscoa) :
| Blason | Blasonnement : D'azur à la tour d'argent, ajourée de gueules, accompagnée d'un lévrier d'argent et de sable, attaché par une laisse d'or au heurtoir de la porte ; à la bordure componée de huit pièces d'or et de gueules, les quatre d'or chargées d'une feuille de peuplier de sinople, celles de gueules, d'une coquille d'or. Note : Les blasonnements de cette page sont tous issus de cet ouvrage qui cite également d'autres sources. Commentaires : Maison noble à Anoeta, au Guipuscoa, et à Amézaga, en Alava. |

Famille Izal (vallée de Salazar) :
| Blason | Blasonnement : Fascé d'or et de gueules de six pièces, la première fasce chargée d'une fleur de lys d'azur, le troisième de deux fleurs de lys aussi d'azur. Alias : d'or à trois fasces de sinople. Alias : d'or à trois fasces de gueules, les deux premières chargées de trois fleurs de lys de sinople filetées d'or. Note : Les blasonnements de cette page sont tous issus de cet ouvrage qui cite également d'autres sources. Commentaires : Maison noble à Iza, dont elle prit le nom. Reconnaissance de noblesse en 1566. |

Famille Izco (Navarre) :
| Blason | Blasonnement : D'argent au lion rampant au naturel ; écartelé d'or à deux bandes de gueules. Note : Les blasonnements de cette page sont tous issus de cet ouvrage qui cite également d'autres sources. Commentaires : Palacio au lieu de Zunzaren, commune de Arriasgoiti. |

Famille Izco (Solchaga-Navarre) :
| Blason | Blasonnement : Ecartelé, au 1 de... à une étoile de... ; aux 2 et 3, de... au loup passant de... ; au 4 de... à la pyramide sommée d'une étoile. Note : Les blasonnements de cette page sont tous issus de cet ouvrage qui cite également d'autres sources. Note : Ce blasonnement est incomplet et/ou incohérent. Commentaires : Maison noble à Solchaga, commune d'Olôriz, près de Talalla. |

Famille Izis (vallée de Salazar) :
| Blason | Blasonnement : D'argent à trois fasces de gueules. Note : Les blasonnements de cette page sont tous issus de cet ouvrage qui cite également d'autres sources. Commentaires : Famille originaire de la vallée de Salazar. |

Famille Izoaga (Biscaye) :
| Blason | Blasonnement : D'or à l'arbre de sinople accompagné de deux loups passants de sable brochants au pied du tronc ; à la bordure de gueules chargé de huit flanchis d'or. Note : Les blasonnements de cette page sont tous issus de cet ouvrage qui cite également d'autres sources. Commentaires : Maison noble à Mendaka, près de Gernika. |